# Catharsius
Catharsius là một chi bọ cánh cứng thuộc họ Scarabaeidae.

## Hình ảnh

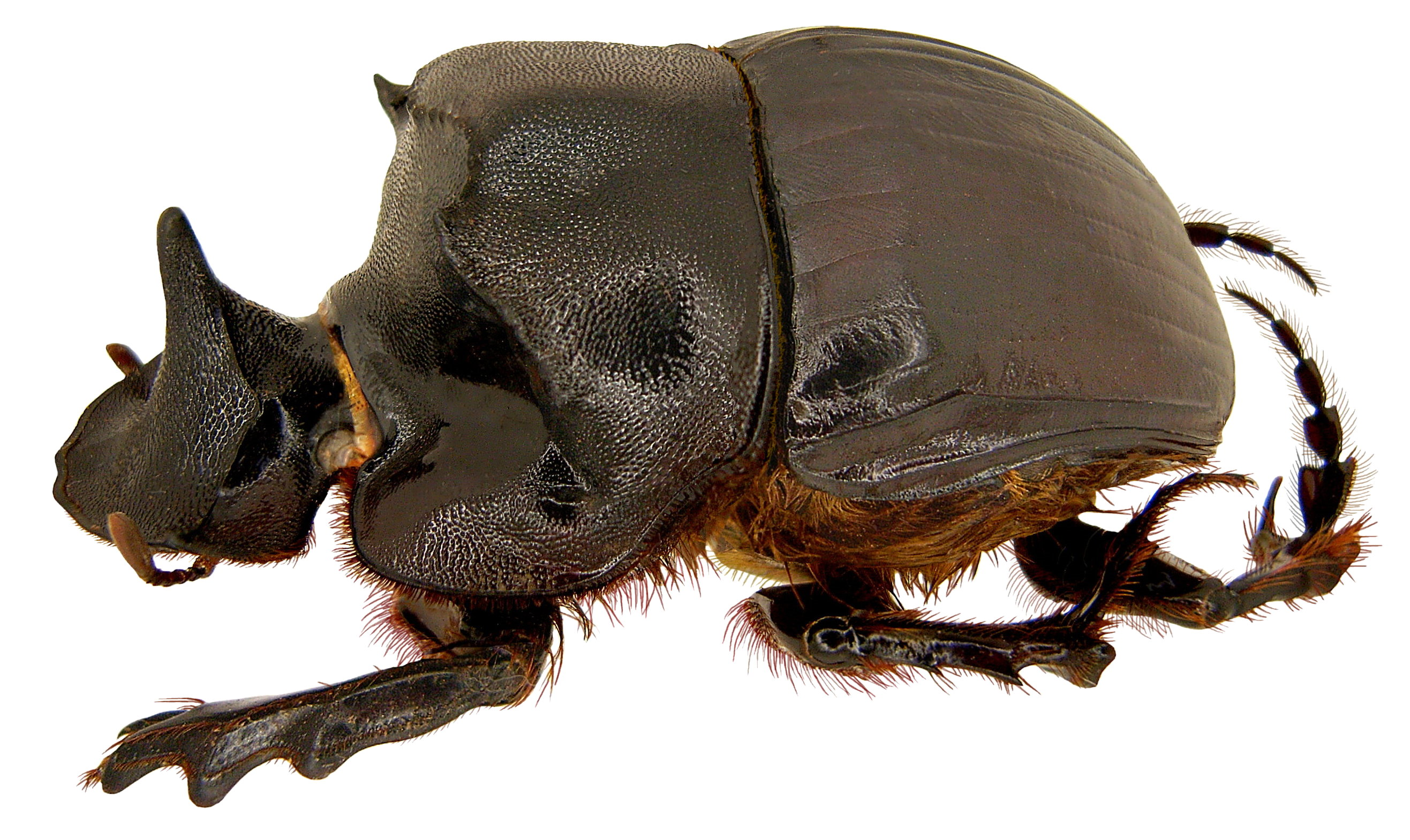